# 7722 Фірніс
7722 Фірніс (7722 Firneis) — астероїд головного поясу, відкритий 29 вересня 1973 року.
Тіссеранів параметр щодо Юпітера — 3,543.